# Francesco Marino (calciatore 1961)
Francesco Marino (Cerisano, 28 agosto 1961) è un dirigente sportivo ed ex calciatore italiano, di ruolo difensore.

## Carriera

### Giocatore
Nel ruolo di terzino destro, inizia tra i dilettanti dello Spezzano Albanese per poi passare nel 1982 al Cosenza in Serie C1, squadra con cui si svolge la quasi totalità della sua carriera di calciatore. Con i rossoblu, infatti, disputa in tutto undici campionati di cui cinque in Serie B, ottenendo la promozione nella serie cadetta nella stagione 1987-88 sotto la guida tecnica di Gianni Di Marzio. Nella storia del club silano è il terzo calciatore, dopo Marulla e De Rosa, per numero di presenze con la casacca rossoblu, in tutto 282 di cui 142 in Serie B. Nel 1993 termina la sua esperienza di calciatore con il Cosenza per concludere la carriera in Serie C1 con il Matera.
Ha esordito in Serie B l'11 settembre 1988 in Cosenza-Genoa 0-0

### Dirigente
È stato direttore sportivo del Cosenza e in seguito osservatore per la Juventus. Nel luglio 2013 il presidente del Cosenza, Eugenio Guarascio, gli assegna per una stagione il ruolo di direttore generale.

## Palmarès
- Coppa Anglo-Italiana: 1

Cosenza: 1983